# Loved Me Back to Life (singolo)
Loved Me Back to Life è una canzone registrata dalla cantante canadese Céline Dion per il suo undicesimo album in lingua inglese, Loved Me Back to Life (2013). Scritta da Sia, Hasham "Sham" Hussain e Denarius "Motesart" Motes, e prodotta dagli stessi Sham e Motesart, la canzone fu pubblicata il 3 settembre 2013 dalla Columbia Records come primo singolo promozionale dell'album omonimo.
Il brano ricevette il plauso della critica, diventando anche un singolo di successo salendo nelle top 40 di Canada, Corea del Sud e di vari paesi d'Europa.
Il videoclip musicale fu realizzato durante il concerto di Québec City del 27 luglio 2013.

## Composizione e pubblicazioni
Loved Me Back to Life è una power - ballad cantata in una tonalità minore, accompagnata da un ritornello che presenta un calo del ritmo dubstep. Il brano è stato co-scritto dalla cantautrice australiana Sia Furler, insieme ad Hasham "Sham" Hussain e Denarius "Motesart" Motes, i quali hanno curato anche la produzione. Il 3 settembre 2013 Loved Me Back to Life viene trasmesso per la prima volta in radio e pubblicato come digital download disponibile su tutte le piattaforme digitali, tra cui anche il canale Vevo di YouTube dove è stato pubblicato l'audio ufficiale del singolo. La canzone è stata inviata alle stazioni radio adult contemporary negli Stati Uniti il 9 settembre 2013 mentre il 28 settembre 2013 fu presentato alla BBC Radio 2, nel Regno Unito.
Il 24 settembre sul canale YouTube di Vevo, viene pubblicato il video della realizzazione di Loved Me Back to Life. Nell'ottobre successivo furono pubblicati le versioni dance-remix del singolo, realizzati da David Morales, Dave Audé e Jump Smokers.

## Videoclip musicale
Il 18 settembre 2013, la performance dal vivo di Loved Me Back to Life viene pubblicata sul canale ufficiale Vevo di Céline Dion. Il videoclip è stato estratto dal concerto Céline... une seule fois tenutosi a Québec City il 27 luglio 2013. Il 15 ottobre 2013 viene pubblicato il lyric video ufficiale del singolo.

## Recensioni da parte della critica
Loved Me Back to Life ricevette il plauso della critica. Gary Graff di Billboard scriveː "Céline Dion ha riconosciuto le tendenze pop moderne con il singolo principale e la title track del suo primo album in lingua inglese in sei anni. I ritmi vocali balbettanti e dubstep sono certamente del momento, tenendo il passo con i Rihanna del mondo, mentre la performance di Dion - piena e vertiginosa, anche se un po 'più cupa del solito - è tipicamente comandante." Robert Ballantyne di Popjournalism elogiò sia i testi sia la produzione scrivendo: "Loved Me Back To Life è una ballata che dovrebbe attirare un pubblico al di là della consolidata base di fan di Dion... si inserisce comodamente nell'opera di Dion, contenente i versi morbidi richiesti che costruiscono il grande ritornello roboante, ma aggiunge un pizzico di EDM, con il suo leggero loop vocale "uh-uh-I" e arrangiamento di batteria e percussioni leggermente vivace. Dal punto di vista dei testi, la canzone funziona sia come tributo ai poteri vivificanti dell'amore... e come una lettera d'amore ai fan fedeli che hanno aspettato quasi sette anni per il nuovo materiale." e concludeː "Life organizza piacevolmente l'uscita dell'album del 5 novembre di Dion come un singolo di vendita unitario che colpisce il perfetto sweet spot mainstream senza alienare nemmeno il suo fan più milquetoast." Il singolo fu apprezzato anche dall'Huffington Post che scrisse: "Céline Dion ha pubblicato un brano estremamente moderno che vede la leggenda di 45 anni immergersi nella dubstep e persino impiegare un po' di beat in stile hip-hop. La canzone è carina, ma sembra quasi che il suo coro impennato sarà seguito da alcuni versi ardenti di Eminem sopra il basso e la batteria." L'editor di Idolator, Sam Lansky, scrive entusiasta: "Ne ho parlato da quando ha debuttato dal vivo il mese scorso, e ora che la cosa completa è qui, c'è così tanto da amare sul nuovo singolo di Céline Dion, Loved Me Back To Life, e non so neanche da dove cominciare: quel loop vocale balbettante! La produzione roboante! La strumentazione funky! L'enorme, crescente coro! Il doppio battito cade sul ritornello! Il fatto che sia stato scritto da Sia! Il fatto che sia la nuova Céline Dion in primo luogo! È tutto semplicemente meraviglioso. Non sorprende che la canzone abbia sfumature di Diamonds di Rihanna, ma sembra decisamente fresca e moderna di per sé; come molte dive hanno dimostrato, rimanere rilevanti diventa più spinoso quando entri, sai, nel tuo quarto decennio da superstar internazionale, ma questo è un solido sforzo da parte della cantante canadese che dovrebbe presentarla ad alcuni nuovi fan oltre che soddisfacente sostenitori di lunga data."
Feedback Musiq scrisse: "Il taglio in studio suona potente come ha fatto dal vivo ed è facilmente uno dei migliori sforzi lirici di Sia. Se sei anni sono stati troppo lunghi per te, stai per innamorarti di nuovo di Céline mentre ti dà la vita con questa nuova." Jon Ali impressionato dal nuovo singolo scrive: "Loved Me Back To Life sente Céline alternare la sua voce imponente e un registro fumoso e basso, il tutto sullo sfondo di una produzione cupa e lunatica. È quello che ci aspettiamo da lei, ma con un tocco moderno che mescola perfettamente il suono classico di Céline con il suono di oggi - lo adoro. Bentornata Céline! ". KEZK-FM scrisseː "Nella sua nuova canzone, Dion sembra canalizzare Rihanna, Miley e Katy con una canzone pop pesantemente prodotta scritta da Sia... che le fa tornare in vita la balbuzie su uno stuolo di sintetizzatori." Anche a SheKnows Entertainment piacque il nuovo brano di Céline e scrive: "Dion è stata rianimata con il suo ultimo singolo, e sebbene i testi siano commoventi, è il suo marchio di fabbrica, la consegna a tutto gas che mi fa sgorgare".

## Successo commerciale
Negli Stati Uniti, Loved Me Back to Life debuttò alla numero ventisei della classifica Billboard Adult Contemporary, diventando la quarantesima entrata della Dion in quella classifica. Céline Dion, dopo questo traguardo, è diventata la quinta donna con il maggior numero di entrate nella classifica AC, dopo Barbra Streisand, Dionne Warwick, Linda Ronstadt e Anne Murray. Loved Me Back to Life ha raggiunto il picco nella classifica AC nella sua terza settimana, raggiungendo il numero ventiquattro. La canzone vendette 23 000 download nella prima settimana consentendo il suo debutto nella Pop Digital Songs, dove raggiunse la diciannovesima posizione e nella Hot Digital Songs dove salì alla numero sessantatré. Il 3 novembre 2013, Billboard pubblicò le vendite settimanali, dove Loved Me Back to Life risultò aver venduto 49 000 copie digitali negli Stati Uniti. La canzone debuttò anche nella Dance Club Songs a metà novembre 2013, raggiungendo la numero tre a metà gennaio 2014.
In Canada, il singolo raggiunse la numero ventisei della Billboard Canadian Hot 100, diventando il miglior debutto della Dion fino ad oggi. La canzone fu nella top 20 della Corea del Sud, salendo alla numero 17.
In Europa Loved Me Back to Life ottenne un buon successo, salendo alla posizione numero 14 nel Regno Unito, diventando il singolo più alto nelle classifiche della Dion dai tempi di A New Day Has Come. In altri paesi, la canzone raggiunse la top 40 in Belgio e Svizzera (numero 25), Francia (numero 32), Austria e Germania (numero 38).
Loved Me Back to Life ottenne il disco d'oro in Canada e in Venezuela.

## Interpretazioni dal vivo
Durante il suo concerto del 27 luglio 2013 tenutosi a Québec City, Céline... une seule fois, Céline Dion presentò a gran sorpresa e in anteprima il suo nuovo singolo in inglese, Loved Me Back to Life. La performance è stata inclusa nell'album live Céline une seule fois / Live 2013 (2014). Il brano fu presentato anche al programma televisivo di TVA, Le Banquier, il 3 novembre 2013. Negli Stati Uniti, la Dion fu ospite di molti show televisivi per la promozione del suo nuovo singoloː Jimmy Kimmel Live! il 6 settembre 2013, The Ellen DeGeneres Show l'11 settembre 2013, Late Night with Jimmy Fallon il 28 ottobre 2013 e The View il 30 ottobre 2013. Inoltre, il 29 ottobre 2013 si è esibita in un intimo club presso l'Edison Ballroom di New York City, che è stata trasmessa il 1º novembre 2013 su QVC.
Successivamente, Céline continuò la sua promozione in Europa. Eseguì Loved Me Back to Life in programmi quali Wetten, dass..? (Germania) il 9 novembre 2013, The X Factor (Regno Unito) il 10 novembre 2013 e C'est votre vie (Francia) il 16 novembre 2013. Il 21 novembre 2013 durante la tappa belga della sua Tournée Européenne 2013, Céline cantò anche Loved Me Back to Life. La promozione europea continuò in Francia, e preciamente in show televisivi come Les chansons d'abord il 1º dicembre 2013, Vivement Dimanche l'8 dicembre 2013, Les disques d'Or il 18 dicembre 2013 e Ce soir on chante il 3 gennaio 2014.
Il 18 dicembre 2013 Loved Me Back to Life fu presentata durante il 15° speciale televisivo annuale della CBS, A Home for the Holidays che celebra la gioia dell'adozione condividendo storie di adozione da affidamento al fine di aumentare la consapevolezza per la causa. Il 30 dicembre 2013, Céline aggiunse Loved Me Back to Life alla scaletta del suo nuovo residency show di Las Vegas, Céline. Lo show fu registrato e trasmesso il 31 dicembre 2013 come parte dello show di Capodanno ET Canada's New Year's Eve at Niagara Falls.
La canzone è stata eseguita anche durante il Celine Dion Live 2017.

## Formati e tracce
CD Singolo (Europa) (Columbiaː 88883 79609 2)
1. Loved Me Back to Life (Album Version) – 3:50 (Hasham Hussain, Denarius Motes, Sia Furler)
2. Loved Me Back to Life (Dave Audé Radio Extended) – 4:27 (Hussain, Motes, Furler)

CD Singolo Promo (Paesi Bassi) (Columbiaː G0100030449787)
1. Loved Me Back to Life – 3:50 (Furler, Hussain, Motes)

CD Singolo Promo (Stati Uniti) (Columbiaː 88843010162)
1. Loved Me Back to Life (Album Version) – 3:50 (Hussain, Motes, Furler)
2. Loved Me Back to Life (Dave Audé Radio Mix) – 4:16 (Hussain, Motes, Furler)
3. Loved Me Back to Life (Dave Audé Club Mix) – 7:00 (Hussain, Motes, Furler)

Digital download
1. Loved Me Back to Life – 3:50 (Furler, Hussain, Motes)

## Versioni ufficiali
- Loved Me Back to Life (Album Version) – 3:50
- Loved Me Back to Life (Dave Audé Club Mix) – 7:00
- Loved Me Back to Life (Dave Audé Dub) – 6:56
- Loved Me Back to Life (Dave Audé Instrumental) – 6:59
- Loved Me Back to Life (Dave Audé Mixshow) – 5:59
- Loved Me Back to Life (Dave Audé Radio Extended) – 4:27
- Loved Me Back to Life (Dave Audé Radio Mix) – 4:16

- Loved Me Back to Life (David Morales La Vie in Stereo DJ Remix) – 6:49
- Loved Me Back to Life (David Morales La Vie in Stereo Radio Edit) – 4:00
- Loved Me Back to Life (David Morales La Vie in Stereo Remix) – 6:49
- Loved Me Back to Life (Jump Smokers Club Mix) – 4:39
- Loved Me Back to Life (Jump Smokers Dub) – 4:36
- Loved Me Back to Life (Jump Smokers Extended Mix) – 5:00
- Loved Me Back to Life (Jump Smokers Instrumental) – 4:34

## Classifiche
| Classifica (2013-2014)                                 | Posizione massima raggiunta |
| ------------------------------------------------------ | --------------------------- |
| Austria (Ö3 Austria Top 40)                            | 38                          |
| Belgio Fiandre (Ultratip Bubbling Under)               | 28                          |
| Belgium Vallonia (Ultratop 50)                         | 25                          |
| Canada (Billboard Canada AC)                           | 39                          |
| Canada (Billboard Canadian Hot 100)                    | 26                          |
| Canada (Billboard Hot Canadian Digital Song Sales)     | 15                          |
| CIS (Tophit)                                           | 127                         |
| Corea del Sud (Gaon International Download Chart)      | 17                          |
| Francia (SNEP)                                         | 32                          |
| Germania (Offizielle Deutsche Charts)                  | 38                          |
| Libano (The Official Lebanese Top 20)                  | 2                           |
| Québec (ADISQ)                                         | 29                          |
| Regno Unito (Official Singles Chart Top 100)           | 14                          |
| Scozia (Official Scottish Singles Sales Chart Top 100) | 12                          |
| Svezia (DigiListan)                                    | 31                          |
| Svizzera (Schweizer Hitparade)                         | 25                          |
| Stati Uniti (Billboard Adult Contemporary)             | 24                          |
| Stati Uniti (Billboard Dance Club Songs)               | 3                           |
| Stati Uniti (Billboard Hot Digital Songs)              | 63                          |

## Crediti e personale
Registrazione
- Registrato presso i Studio at the Palms di Las Vegas (NV)
- Mixato presso i Larrabee Sound Studios di North Hollywood (CA)
- Masterizzato presso i Masterdisk di New York City (NY)
- Remixato presso gli Audacious Studio di Los Angeles (CA)

Personale
- Masterizzato da - Vlado Meller
- Mixato da - Manny Marroquin
- Mixato da (assistente) - Chris Galland, Delbert Bowers
- Musica di - Denarius Motes, Hasham Hussain, Sia Furler
- Prodotto da - Sham & Motesart per Sham & Motesart Production
- Produttore (voci) - Hasham "Sham" Hussain
- Produttore esecutivo - John McL. Doelp
- Registrato da - Hasham "Sham" Hussain
- Registrato da (voci) - François Lalonde
- Registrato da (voci) (assistente) - Rob Katz
- Strumenti (tutti suonati e programmati da) - Denarius "Motesart" Motes
- Testi di - Denarius Motes, Hasham Hussain, Sia Furler

## Cronologia di pubblicazione
| Paese                                | Data            | Formati |
| ------------------------------------ | --------------- | ------- |
| Europa (Austria, Germania, Svizzera) | 1 novembre 2013 | CD      |